# FK Rudar Pljevlja
FK Rudar Pljevlja er en fodboldklub hjemmehørende i den montenegrinske by Pljevlja. Klubben styres af brødrene Darko og Dusko Saric. Hjemmekampene spilles på Gradski Stadion med plads til 11.000 tilskuere.

## Titler
- Montenegrinske mesterskaber (2): 2010 og 2015
- Montenegrinske pokalturnering (3): 2007, 2010 og 2011

Europæisk deltagelse
| Nr | Sæson   | Runde      | Modstander   | Hjemme | Hjemme | Hjemme | Ude | Ude | Ude | V | U | T | Mål | Mål | Mål | P |
| -- | ------- | ---------- | ------------ | ------ | ------ | ------ | --- | --- | --- | - | - | - | --- | --- | --- | - |
| 1  | 2010-11 | 1. kvalif. | SP Tre Fiori | 4      | -      | 1      | 3   | -   | 0   | 2 | 0 | 0 | 7   | -   | 1   | 6 |
| 2  | –       | 2. kvalif. | Litex Lovech | 0      | -      | 4      | 0   | -   | 1   | 0 | 0 | 2 | 0   | -   | 5   | 0 |
| -  | -       | -          | Sammenlagt   | 4      | -      | 5      | 3   | -   | 1   | 2 | 0 | 2 | 7   | -   | 6   | 6 |

| Fodbold | Spire Denne artikel om en fodboldklub er en spire som bør udbygges. Du er velkommen til at hjælpe Wikipedia ved at udvide den. |

43°21′44.46″N 19°21′44.08″Ø / 43.3623500°N 19.3622444°Ø